# Armand Bloemen
Armand Bloemen was een Belgisch politicus voor de CVP en vervolgens de CD&V.

## Biografie
Hij was burgemeester van Grobbendonk van 1983 tot 1988. Later werd hij schepen, een mandaat dat hij uitoefende tot de lokale stembusgang van 2006. Dat jaar verliet hij tevens de politiek. Bij de gemeenteraadsverkiezingen van 2000 was hij voor de laatste maal lijsttrekker op de CVP-kieslijst.
In 2008 kreeg hij de titel Ereburgemeester.
In juni 2022 werd bekend gemaakt dat hij is overleden.